# Заявление для СМИ

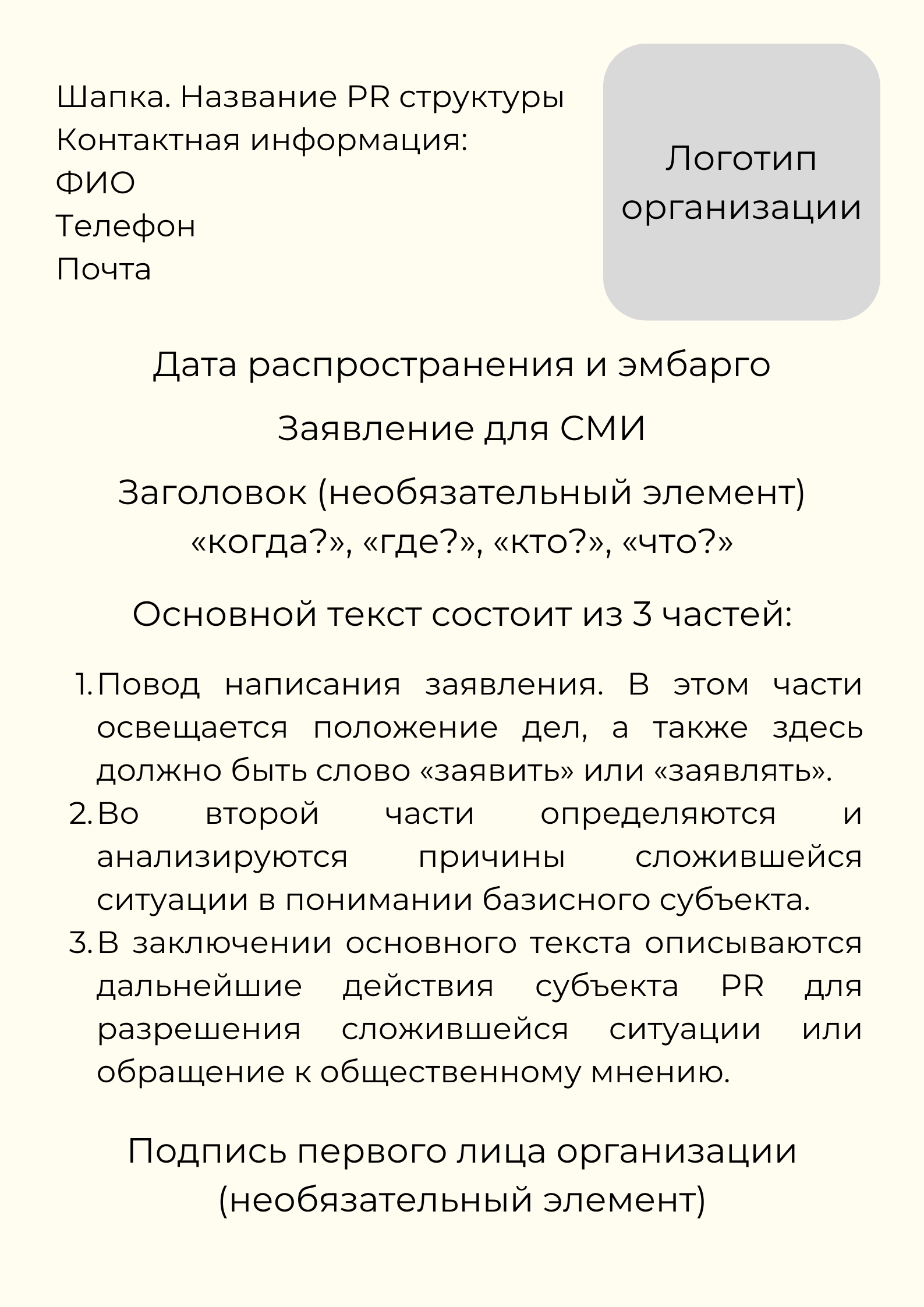
Заявление для СМИ (иллюстрация)

Заявление для СМИ — PR-текст, объявляющий или позволяющий позицию базисного субъекта PR по какому-либо вопросу или демонстрирующий реакцию на событие с целью поддержания паблицитного капитала данного базисного субъекта (организации).
Особый вид текста, рассылаемый в средства массовой информации и создаваемый службой по связям с общественностью по заданию руководства, в котором организация объявляет о своем отношении к какому-либо событию или факту.
Заявление обычно является формой реагирования базисного субъекта на какие-либо негативные ситуация, события, процессы, которые ведут к потерям паблицитного капитала.
Этот жанр используется при кризисных ситуациях с целью донесения до групп внешней общественности позиции базисного субъекта PR относительно какого-либо события, оказывающего негативное влияние на паблицитный капитал базисного субъекта.

## Виды заявлений для СМИ

#### «Типичное» заявление
Такой тип заявлений для СМИ создается в кризисных ситуация, чтобы четко выразить позицию субъекта PR по тем или иным проблемам, создавших кризисное положение

#### «Нетипичное» заявление
Функционирует в основном в дипломатической сфере и представляет собой официальное сообщение высшего руководства по межгосударственным или внутригосударственным вопросам. Целью такого заявления является информирование широким групп общественности о произошедшем событии, подписании соглашений и так далее. Такой тип заявлений создается не только в периоды кризиса, поэтому его также можно назвать «коммюнике» или «заявление-коммюнике».
Коммюнике, нескл., ср. (·франц. Communique) (полит. ·загр. ). Сообщение, заявление, опубликованное правительством по какому-нибудь определенному вопросу политики. Правительственное коммюнике. Официальное коммюнике.
Внутри жанра заявления для СМИ существует несколько жанровых форм, каждой из которых присуща особенная интенциональность. Заявления-опровержения, заявления-разъяснения и заявления-отчёты, являясь реакцией на кризисную ситуацию или потенциальную угрозу, хотя и сохраняют традиционную структуру, различаются в плане реализуемых интенций и используемых для этого речевых средств.

## Структура и оформление заявления для СМИ
По оформлению и структуре некоторыми элементами напоминает пресс-релиз: печатается на бланке с элементами фирменного стиля организации.
- Шапка. Указывается полное название организации и название PR-структуры, контактная информация.
- Дата. Указывается дата распространения заявления. Также может указываться эмбарго на распространение.
- Жанр. Указывается название - заявление для СМИ.
- Заголовок. Не является обязательным элементом. Отвечает на те же вопросы, что и пресс релиз: «когда?», «где?», «кто?», «что?».
- Основной текст.
- Подпись первого лица организации. Необязательный элемент заявления.

#### Основной текст
Содержательно основной текст должно включать в себя три части:
1. Повод написания заявления. В этом части освещается положение дел, а также здесь должно быть слово «заявить» или «заявлять».
2. Во второй части определяются и анализируются причины сложившейся ситуации в понимании базисного субъекта.
3. В заключении основного текста описываются дальнейшие действия субъекта PR для разрешения сложившейся ситуации или обращение к общественному мнению.

## Языковые особенности
В заявлении для СМИ могут содержаться средства выражения личностного начала. В их число входят: личные местоимения, глаголы в личной форме, вводные слова и конструкции.
Кроме того в таком типе PR-текста могут содержаться средства выражения экспрессивности, эмоциональности и оценки.

## Ошибки при написании заявления для СМИ
1. Некорректное указание жанра. Неправильно указывать в названии «Пресс-релиз», «Сообщение для СМИ», «Новости» и так далее.
2. Отсутствие слова «заявить» или «заявлять».
3. Нечеткая формулировка повода для написания заявления.
4. Отсутствие аргументации при описании причин возникновения кризисной ситуации.
5. Перенасыщенность второстепенными фактами, незначительными деталями, отвлекающими внимание адресанта.
6. Отсутствие заключительной части, в которой указываются дальнейшие действия субъекта PR или обращение к общественности.

## Размещение заявления для СМИ
Обычно размещается в издания на коммерческой основе, так как организация зачастую более заинтересована в распространении материала, чем СМИ. В таком случае текст заявления печатается без изменений и корректировок со стороны издания.
Относительно новыми площадками считаются веб-сайты компаний и блоги. Гипертекстуальность, мультимедийность, интерактивность и прочие возможности онлайн-публикации позволяют организации более эффективно использовать заявление при возникновении кризисных ситуаций.

## Коммуникативные технологии формирования версий
- Отрицание факта наступления кризисной ситуации.
- Отрицание собственной вины и/или аргументированное обвинение.
- Признание собственной вины и объяснение причин произошедшего.
- Попытка перенести внимание общественности со своих проблем на другие неудачи.

Вышеперечисленные коммуникативные технологии формирования версий могут значительно повысить доступность информации по фундаментальному вопросу в чрезвычайной ситуации.